# Özdemir Erdoğan
Özdemir Erdoğan (* 17. Juni 1940 in Istanbul) ist ein türkischer Jazz- und Unterhaltungsmusiker (Gesang, Gitarre, Songwriting). Sein bekanntester Song Gurbet spielt auf die Geschichte und (damalige) Situation der Gastarbeiter in den 1960er Jahren an, die ihre Heimat (in diesem Falle die Türkei) verlassen haben.

## Leben und Wirken
Erdoğan, dessen Mutter klassisch ausgebildete Pianistin war, erhielt in der Familie eine musikalische Ausbildung. Im Alter von zehn Jahren sang er bei Familientreffen und imitierte bereits Frank Sinatra und Zeki Müren. Er besuchte eine Handelsschule und nahm klassischen Gitarrenunterricht.
Während seines Wehrdienstes lernte Erdoğan 1960 Eray Turgay kennen, der ihn in die Jazzmusik einführte. Danach wurde er Mitglied im Orchester des Trompeters Zekai Apaydın, um anschließend als Sänger und Gitarrist im Orchester von Kadri Ünalan zu arbeiten. 1962 gründete er seine eigene Band mit den Oben Brothers und Cankut Özgül, die ein Jahr lang in Adana auftrat. Zwischen 1963 und 1968 gehörte er zum Ensemble von İsmet Sıral, mit dem er auch in Skandinavien auf Tournee war.
Im Oktober 1968 gründete er eine eigene Band, mit der er Jazz spielte. Daneben versuchte er sich in der türkischen Popmusik; seine 1969 veröffentlichte Single mit „Duyduk Duymadık Demeyin“ auf der A-Seite bzw. „Uzaklaşma Benden Öyle“ auf der B-Seite verkaufte sich über 1 Million Mal und wurde mit Gold ausgezeichnet. Weiterhin veröffentlichte er Coverversionen populärer westlicher und griechischer Lieder mit türkischen Texten, machte aber auch eine Instrumentalplatte mit seinem Orchester („Zenci Yürüyüşü – Uyanış“) mit Funkmusik. In der Folge versuchte er, Jazz und türkische Musik zu fusionieren. Das Ergebnis war ein Album mit dem Titel The Color of My Country in Jazz, die er in den USA präsentierte. Aufgrund von Urheberrechtsproblemen wurde die LP 1970 in der Türkei zunächst nicht veröffentlicht; 1973 erschien das Album Sivrisinek Saz ve Caz Orkestrası, das in dieselbe Richtung wies.
1975 begann Erdoğan verstärkt als Songwriter zu wirken. Seine 1976 erschienene Platte Canım Senle Olmak İstiyor wurde von der Tageszeitung Milliyet als „Album des Jahres“ ausgewählt. Ab 1977 konzentrierte sich Erdoğan auf türkische klassische und Volksmusik und versuchte, eine Brücke zur Popmusik zu schlagen. So nahm er 1981 für die LP Gençler İçin Türk Müziği türkische Kunstmusik in verschiedenen Jazz- und Pop-Arrangements bis hin zu von Drumcomputer begleiteter Orchestrierung auf.
1984 gründete er sein eigenes Plattenlabel. Mit dem Album İkinci Bahar (1987, gemeinsam mit Sezen Aksu) trug er zum Musikgenre Arabesque bei. 1990 startete seine Karriere als Solosänger mit dem Album Yorumcu. Er festigte seinen Status mit internationalen Konzerten. Zu einer Zeit, als Erdoğans Ruf als Jazzinterpret schon fast in Vergessenheit geraten war, gelang ihm ein Comeback in diesem Genre. Er veröffentlichte Alben wie Jazz Sessions, Sahnelerden Canlı Kayıtlar, Türkiye Jazz Tarihinde Işıksız Kalanlar, Sivrisinek Saz ve Caz Orkestrası.

### Kontroverse
Im April 2002 griff Özdemir Erdoğan in einer Fernsehshow Zeki Müren, Tarkan und Bülent Ersoy an: „Zeki Müren hat die türkische Jugend zur Homosexualität inspiriert. Seit seinen Röckchenauftritten in den 60er Jahren habe ich vermehrt in den Istanbuler Gossen kuriose Gestalten gesehen.“ Zeki Müren und Tarkan seien Rattenfänger und „Bülent Ersoy hat sich von Zeki Müren zur Geschlechtsumwandlung inspirieren lassen.“ Daraufhin warfen Medien und Künstler Erdoğan Blasphemie vor.

## Preise und Auszeichnungen
Erdoğan gewann 1991 den TRT-Songwettbewerb Altın Anten. 1998 erhielt er den Titel eines Staatskünstlers der Republik Türkei. 2016 wurde ihm der Lifetime Achievement Award des Istanbul International Jazz Festival verliehen.

## Diskografie

### Alben
- 1973: Sivrisinek Saz ve Caz Topluluğu
- 1977: Canım Senle Olmak İstiyor
- 1978: İşte Forum İşte Yorum
- 1979: Bahar Şarkıları
- 1979: Selam Sana Dünya
- 1980: Ölü Gözüyle İzlenimler ve Birkaç Ayrılık Şarkısı
- 1981: The Colors of My Country in Jazz
- 1982: Gençler İçin Türk Müziği: Dance with Turkish Music
- 1987: İkinci Bahar
- 1989: Yorumcu
- 1990: Düşünceli Şarkılar
- 2004: Gitarıma Türkü Öğrettim, O Söyledi Ben Dinledim
- 2007: Boyabat Pirinci (Türküler)
- 2014: Türkiye Jazz Tarihinde Işıksız Kalanlar

Kompilationen
- 1985: Aşkımız Şarkılarda Yaşasın
- 1989: Özgün Jazz Denemeleri 1970 - 1987
- 1991: Nostaljik Takılımlar
- 1991: Nostaljik Şarkılar
- 1994: Türk Müziği Yorumları
- 1995: Türk Halk Müziği Yorumları
- 1997: Unutulmayan Şarkılar
- 1998: Besteler - Güfteler 1974 - 1984
- 1999: Türk Müziği Yorumları 2
- 2001: Hayatım Şarkılarda

Kollaborationen
- 1984: Fahriye Abla (mit Attila Özdemiroğlu)

Livealben
- 2004: Sahnelerden Canlı Kayıtlar

### EPs
- 2011: Ankara'nın Taşına Bak

### Bekannte Songs
- 1972: Gurbet
- 1974: Aç Kapıyı Gir İçeri
- 1977: Pervane (Bana Ellerini Ver)
- 1977: Bir Sevgili Arasan
- 1977: Canım Senle Olmak İstiyor
- 1985: Küçük Bir Aşk Masalı (mit Sezen Aksu)